# Palaeoamasiidae
Palaeoamasiidae é uma família da ordem Embrithopoda cujos fósseis foram descobertos em sítios europeus e asiáticos, às margens do antigo Mar de Tétis. McKenna e Bell (1997) consideram-na como subfamília da Arsinoitheriidae.

## Classificação
Família Palaeoamasiidae Sen e Heintz, 1979
- Gênero Palaeoamasia Ozansoy, 1966
  - Palaeoamasia kansui Ozansoy, 1966
- Gênero Hypsamasia Maas, Thewissen e Kappelman, 1998
  - Hypsamasia seni Maas, Thewissen e Kappelman, 1998
- Gênero Crivadiatherium Radulesco, Iliesco e Iliesco, 1976
  - Crivadiatherium iliescui Radulesco e Sudre, 1985
  - Crivadiatherium mackennai Radulesco, Iliesco e Iliesco, 1976